# Nicator (gènere)
Nicator és l'únic gènere d'ocells de la família dels nicatòrids (Nicatoridae) i són endèmics de l'Àfrica subsahariana.

## Descripció
Els nicàtors són ocells que mesuren de 16 a 23 cm de longitud. El nicàtors oriental i l'occidental són de mida similar i més grossos que el nicàtor gorjagroc. Els mascles són considerablement més pesats que les femelles, per exemple, en el nicàtor occidental els mascles oscil·len entre els 48 i els 67 g, mentre que les femelles només pesen entre 32 i 51 g. El nicàtor gorjagroc és molt més lleuger, amb un pes que oscil·la entre els 21 i els 26 g. Els nicàtors tenen un bec ganxut i pesat. El plomatge del gènere és generalment color oliva a l'esquena, la cua i les ales tenen taques grogues i la part inferior grisa o blanquinosa és més clara.

## Distribució i hàbitat
El nicàtor occidental té una distribució majoritàriament contínua des del Senegal fins a l'est d'Uganda i el nord d'Angola. El nicàtor oriental té una distribució discontínua a l'Àfrica oriental des de Somàlia fins al sud i l'est de Sud-àfrica. El nicàtor gorjagroc es distribueix a l'Àfrica central des del Camerun fins a Uganda.
Els nicàtors ocupen una àmplia gamma d'hàbitats forestals i boscosos.

## Taxonomia
Les afinitats sistemàtiques del gènere han estat un misteri durant molt de temps. El grup es va assignar originalment als lànids (Laniidae). A la dècada de 1920, James Chapin va observar les similituds entre els nicàtors i els bulbuls (Pycnonotidae) i els malaconòtids (Malaconotidae). No va ser fins al 1943 que Jean Théodore Delacour va classificar el gènere amb els bulbuls. Storrs Olson va argumentar que el gènere estava més estretament relacionat amb els lànids, ja que els nicàtors no tenien l'ossificació del nariu que es troba en tots els altres bulbuls. Diverses característiques, com ara la posició de les cerres facials (que són preorbitals en lloc déstar més a prop del bec), els nius i els reclams, fan que el gènere sigui únic, i estudis d'ADN han suggerit recentment que és millor tractar el gènere com una família monogenèrica.
Algunes autoritats, com la Clements Checklist, tracten els nicàtors com una nova família, Nicatoridae.
El nom del gènere deriva dels grec antic de «nikátōr / Νικάτωρ» que significa “conqueridor”. Dins del gènere, els nicàtors occidentals i orientals es consideren una superespècie i de vegades es tracten com la mateixa espècie.
Segons la Classificació del Congrés Ornitològic Internacional (versió 15.1, 2025) aquest gènere està format per tres espècies:
- Nicator chloris - nicàtor occidental.
- Nicator gularis - nicàtor oriental.
- Nicator vireo - nicàtor gorjagroc.